# Алиев, Минкаил Алиевич
Минкаил Алиевич Алиев (13 мая (по другим данным — 15 мая) 1907, с. Кумух, Лакский район, Дагестанская область, Российская империя — 1983) — советский писатель, поэт и драматург. Директор Лакского музыкально-драматического театра имени Э. Капиева (1952—1968).

## Биография
Родился в 1907 году в селе Кумух. Первые его публикации вышли в 1927 году. Спустя 10 лет после Гражданской войны в Дагестане Минкаил Алиев написал пьесу «Зулейха осталась одна», повествовавшую о тех событиях. Он работал редактором районной газеты «Новый путь». Учился в педагогическом институте в Орджоникидзе. С 1940 года — член КПСС. В годы Великой Отечественной войны служил в рядах Красной Армии, был на фронте и вернулся домой, получив тяжёлое ранение, также получил две награды: медаль «За победу над Германией в Великой Отечественной войне 1941—1945 гг.» и медаль «За оборону Кавказа». С 1952 по 1968 год был директором Лакского музыкально-драматического театра имени Э. Капиева. В 1960 году спектакль по пьесе Алиева «В родном ауле» был представлен на Декаде литературы и искусства Дагестана в Москве. Пьесы Алиева шли на сцене Лакского театра. Псевдоним — Вацилу. Преподавал лакскую литературу. Был членом Союза писателей СССР.

## Автор пьес
- «Зулейха осталась одна» (1932)
- «Брат и сестра» (1934)
- «Партизан Магомед» (1935)
- «Аздар» (1939)
- «Не забудь меня» («Дорога к счастью»)
- «У нас в горах» (1948)
- «Семья Рамазановых» (1950)
- «В нашем селении» (1959)
- «Парту Патима» (1957)
- «Роза»
- «Жизнь фермы»

## Звания и награды
- Медаль «За победу над Германией в Великой Отечественной войне 1941—1945 гг.»;
- Медаль «За оборону Кавказа»;
- Заслуженный деятель искусств Дагестанской АССР (1960);
- Почетная грамота Президиума Верховного Совета Дагестанской АССР;
- Медалью «Ветеран труда».

## Личная жизнь
Жена: Алиева Бадиржамал — педагог. Сын: Али Алиев — журналист и политик, знаток истории Северного Кавказа.